# Albert Finney
Pour les articles homonymes, voir Finney.
Albert Finney est un acteur britannique, né le 9 mai 1936 à Salford (Angleterre) et mort le 7 février 2019 à Brompton (district de Londres). Formé à la Royal Academy of Dramatic Art, il joue au théâtre avant de devenir célèbre au cinéma au début des années 1960, en faisant ses débuts dans Le Cabotin (1960) de Tony Richardson, qui l'avait auparavant dirigé au théâtre. Il a connu une carrière à succès au théâtre, au cinéma et à la télévision.
Il est connu pour ses rôles dans Samedi soir, dimanche matin (1960), Tom Jones (1963), Voyage à deux (1967), Scrooge (1970), Annie (1982), L'Habilleur (1983), Miller's Crossing (1990), A Man of No Importance (en) (1994), Erin Brockovich, seule contre tous (2000), Big Fish (2003), La Vengeance dans la peau (2007), 7 h 58 ce samedi-là (2007), et Skyfall (2012).
Récipiendaire des prix BAFTA, Golden Globes, Emmy Awards, Screen Actors Guild Awards, Ours d'argent et Coupe Volpi, Finney est nommé cinq fois aux Oscars, quatre fois comme meilleur acteur pour Tom Jones (1963), Le Crime de l'Orient-Express (1974), L'Habilleur (1983) et Au-dessous du volcan (1984), et une fois comme meilleur acteur dans un second rôle pour Erin Brockovich, seule contre tous (2000). Il a reçu plusieurs prix pour son interprétation de Winston Churchill dans le téléfilm The Gathering Storm (2002).

## Biographie

### L'héritier des monstres sacrés
Fils d'un bookmaker, Albert Finney met en scène et interprète quinze pièces durant les cinq années qu'il passe au collège de Salford, sa ville natale.
Il entre comme boursier à l'Académie Royale d'Art Dramatique (RADA) de Londres, où il a Alan Bates et Peter O'Toole comme condisciples, et se fait remarquer comme acteur shakespearien notamment dans La Nuit des rois de William Shakespeare.
En 1956, il débute sur une scène professionnelle à Birmingham. Il joue Jules César, Macbeth, Antoine et Cléopâtre, Hamlet et Henri V de Shakespeare.
Puis le monstre sacré Charles Laughton le fait débuter à Londres dans la pièce The Party. Ils se retrouvent en 1959 à l'occasion du centième anniversaire du Shakespeare Memorial Theatre à Stratford-upon-Avon dans Le Songe d'une nuit d'été, et, au cours de la même saison, il remplace Laurence Olivier, malade, dans Coriolan. Il a un petit rôle l'année suivante dans Le Cabotin, où Olivier tient le rôle principal dans une production de Tony Richardson, d'après la pièce de John Osborne.
Laurence Olivier devait le proposer comme son successeur à la tête du National Theatre en 1972, prétextant une continuité filiale entre eux dans le but de barrer le chemin à Peter Hall, mais Finney déclina l'offre.

### Libre star
Toujours en 1960, Albert Finney est sacré meilleur acteur de l'année pour son rôle dans Samedi soir et dimanche matin réalisé par Karel Reisz, film manifeste du Free Cinema, l'équivalent britannique de la Nouvelle Vague française - en plus engagé. Il travaille dans le même temps pour le Royal Court Theatre, épicentre de l'avant-garde théâtrale.
En 1961, l'acteur hors normes refuse le rôle de Lawrence d'Arabie et un cachet de 100 000 dollars pour diriger une troupe théâtrale à Glasgow pour un salaire modique de vingt dollars par semaine... Immédiatement, Finney renâcle devant sa voie de star toute tracée. Pour l'anecdote, le film Metello du grand réalisateur italien Mauro Bolognini lui était aussi destiné.
En 1962, il tourne Tom Jones, comédie picaresque dirigée par Richardson sur un scénario d'Osborne. Ce personnage de mauvais garçon sympathique, créé par le romancier Henry Fielding, le sacre star et lui vaut sa première nomination à l'Oscar. Finney tourne dans la foulée Les Vainqueurs, film de guerre international à la distribution pléthorique (Jeanne Moreau, Romy Schneider, Melina Mercouri, Maurice Ronet, George Peppard, George Hamilton...), et dans le thriller La Force des ténèbres mis en scène par Reisz, d'après une pièce d'Emlyn Williams. Fidèle à sa passion première, Finney refuse les propositions qui lui sont faites de devenir comédien et producteur au Citizens Theatre de Glasgow.
Figure du Swinging London, il réalise Charlie Bubbles, autoportrait distancé, critique et parodique, où figure la débutante Liza Minnelli. Il est aussi la covedette avec Audrey Hepburn (et une toute jeune Jacqueline Bisset) de Voyage à deux de Stanley Donen, radiographie cruelle d'un couple presque ordinaire.
Il est également à cette époque un des fondateurs de la compagnie de production Memorial Enterprises dont sortiront les classiques If.... et Le Meilleur des mondes possible de Lindsay Anderson avec Malcolm McDowell, Privilege avec le mannequin Jean Shrimpton (compagne de Terence Stamp), Spring and Port Wine avec le vétéran James Mason. La compagnie contribue aussi à lancer des cinéastes prometteurs comme Stephen Frears - Gumshoe interprété par Finney, The Burning -, Mike Leigh - Bleak Moments - et Tony Scott - Loving Memory.

### Les intermittences d'un prodige
Fatalement, cette boulimie d'activités éloigne passablement Albert Finney du grand écran, du moins comme acteur. Il revient cependant en force dans Le Crime de l'Orient-Express. Vieilli et grossi, sa composition en Hercule Poirot, le détective belge imaginé par Agatha Christie, lui vaut l'unanimité des critiques et une nouvelle nomination à l'Oscar. Le comédien refuse pourtant, selon une ligne de conduite cohérente, de reprendre ce rôle dans Mort sur le Nil, film dans lequel Peter Ustinov lui succède.
Albert Finney s'illustre les années suivantes dans Les Duellistes, adaptation de Joseph Conrad filmée par Ridley Scott (frère de Tony) pour laquelle son salaire consiste en une caisse de champagne. À l'opposé, son rôle chantant dans Annie, exercice de style signé John Huston, lui rapporte un million de dollars.
Après L'Usure du temps, chronique amère du mariage dirigée par Alan Parker, avec pour covedette Diane Keaton, l'horrifique Wolfen, et la science-fiction Looker écrite et mise en scène par Michael Crichton, Albert retrouve le grand Huston et Jacqueline Bisset - cette fois dans le rôle de sa femme - pour une adaptation du roman noir de Malcolm Lowry Au-dessous du volcan. Dans la série des retrouvailles, Finney a pour partenaire principal Tom Courtenay dans L'Habilleur de Peter Yates. En 1960, il avait créé la pièce Billy Liar/Billy le menteur avec Courtenay comme doublure, et ce dernier avait interprété le rôle dans la version cinématographique en 1963, réalisée par John Schlesinger... Le rôle de Finney dans L'Habilleur n'est pas sans évoquer celui de Laurence Olivier dans Le Cabotin, vingt-trois ans plus tôt.
Ne dédaignant pas le petit écran, Albert Finney interprète en 1984 le pape Jean-Paul II, et coréalise le téléfilm The Biko Inquest. En 1986, il remporte le Laurence Olivier Award pour la pièce Orphans/Les Enfants de l'impasse, et interprète la version cinématographique sous la direction d'Alan J. Pakula. Il fait aussi une prestation acclamée dans Miller's Crossing de Joel et Ethan Coen. Sa présence cautionne des productions plus discrètes, telles que The Playboys de l'Ecossais Gillies MacKinnon ou Rich in Love de Bruce Beresford, où il est le mari de Jill Clayburgh.

### Un prestige intact
Sa composition de cocu pathétique dans Les Leçons de la vie de Mike Figgis, d'après la pièce de Terence Rattigan, précède la réussite de Un homme sans importance. Ce rôle d'homosexuel, digne et héroïque, lui rapporte une cinquième nomination à l'Oscar.
Par la suite, Albert Finney retravaille avec Peter Yates, et participe à l'adaptation de Henry James Washington Square. À partir de Breakfast of Champions, il semble privilégier une carrière américaine, collaborant avec Steven Soderbergh, sur Erin Brockovich, Traffic et Ocean's Twelve, avec Tim Burton pour Big Fish et Les Noces funèbres, avec le vétéran Sidney Lumet pour 7h58 ce samedi-là. Il est aussi à l'affiche de La Vengeance dans la peau de Paul Greengrass. Trente ans après Les Duellistes, Ridley Scott le dirige de nouveau dans Une grande année (A Good Year). Dans Amazing Grace de Michael Apted, Finney prête ses traits à John Newton.
À la télévision, son prestige est pareillement immense puisqu'il est successivement Ernest Hemingway, Winston Churchill et Mon oncle Silas, le héros de Sheridan Le Fanu.
Comédien, réalisateur, producteur et chanteur, il a été nommé à deux reprises aux Tony Awards pour le rôle de Martin Luther dans la pièce Luther de John Osborne en 1964 et pour A Day in the Death of Joe Egg de Peter Nichols.
Il est probablement l'un des acteurs les plus récompensés de sa génération, particulièrement pour ses prestations sur les planches, malgré le fait qu'il travaille sans agent ni manager.
Son dernier rôle est dans Skyfall où il incarne Kincade, le vieux garde-chasse.

### Mort
Albert Finney meurt le 7 février 2019 à l'âge de 82 ans, des suites d'une courte maladie au Royal Marsden Hospital (en) à Brompton, district de Londres,.

### Vie privée
Après un premier mariage avec Jane Wenham de 1957 à 1961, dont son fils Simon est issu, Albert Finney a connu une brève liaison avec Audrey Hepburn sur le tournage de Voyage à deux. Il a ensuite été marié avec Anouk Aimée de 1970 à 1978. Ensuite, A.Finney s'est remarié et a à nouveau divorcé ; il a eu un second enfant. Il a vécu avec sa quatrième épouse jusqu'à sa mort en février 2019.

## Filmographie

### Cinéma
- 1960 : Samedi soir, dimanche matin (Saturday Night and Sunday Morning) de Karel Reisz : Arthur Seaton
- 1960 : Le Cabotin (The Entertainer) de Tony Richardson : Mick Rice
- 1963 : Tom Jones de Tony Richardson : Tom Jones
- 1963 : Les Vainqueurs (The Victors) de Carl Foreman : le soldat russe
- 1964 : La Force des ténèbres (Night Must Fall) de Karel Reisz : Danny
- 1967 : Voyage à deux (Two for the Road) de Stanley Donen : Mark Wallace
- 1967 : Charlie Bubbles de lui-même : Charlie Bubbles
- 1969 : The Picasso Summer de Serge Bourguignon et Robert Sallin : George Smith
- 1970 : Scrooge de Ronald Neame : Ebenezer Scrooge
- 1971 : Gumshoe de Stephen Frears : Eddie Ginley
- 1973 : Alpha Beta d'Anthony Page : Frank Elliot
- 1974 : Le Crime de l'Orient-Express (Murder on the Orient Express) de Sidney Lumet : Hercule Poirot
- 1975 : Le Frère le plus futé de Sherlock Holmes (The Adventure of Sherlock Holmes' Smarter Brother) de Gene Wilder : Homme à l'Opéra (non crédité)
- 1977 : Les Duellistes (The Duellists) de Ridley Scott : Fouché
- 1981 : Loophole de John Quested : Mike Daniels
- 1981 : Wolfen de Michael Wadleigh : Dewey Wilson
- 1981 : Looker de Michael Crichton : Dr Larry Roberts
- 1982 : L'Usure du temps (Shoot the Moon) d'Alan Parker : George Dunlap
- 1982 : Annie de John Huston : Daddy Oliver Warbucks
- 1983 : L'Habilleur (The Dresser) de Peter Yates : Sir
- 1984 : Au-dessous du volcan (Under the Volcano) de John Huston : Geoffrey Firmin
- 1987 : Les Enfants de l'impasse (Orphans) d'Alan J. Pakula : Harold
- 1990 : The Wall Live in Berlin de Ken O'Neill et Roger Waters : le Juge
- 1990 : Miller's Crossing de Joel Coen : Leo O'Bannion
- 1992 : The Playboys de Gillies MacKinnon : Constable Brendan Hegarty
- 1993 : L'Amour en trop (Rich in Love) de Bruce Beresford : Warren Odom
- 1994 : Les Leçons de la vie (The Browning Version) de Mike Figgis : Andrew Crocker-Harris
- 1994 : Un homme sans importance (A Man of No Importance) de Suri Krishnamma : Alfred Byrne
- 1995 : The Run of the Country de Peter Yates : le père de Danny
- 1997 : Washington Square d'Agnieszka Holland : Austin Sloper
- 1999 : Breakfast of Champions d'Alan Rudolph : Kilgore Trout
- 1999 : Simpatico de Matthew Warchus : Simms / Ryan Ames
- 2000 : Erin Brockovich, seule contre tous (Erin Brockovich) de Steven Soderbergh : Ed Masry
- 2000 : Traffic de Steven Soderbergh : chef de cabinet de la Maison Blanche
- 2001 : Hemingway, the Hunter of Death de Sergio Dow : Ernest Hemingway
- 2001 : Delivering Milo de Nick Castle : Elmore Dahl
- 2003 : Big Fish de Tim Burton : Ed Bloom âgé
- 2004 : Ocean's Twelve de Steven Soderbergh : Gaspar LeMarc
- 2005 : Les Noces funèbres (Corpse Bride) de Tim Burton et Mike Johnson (en) : Finis Everglot (voix)
- 2005 : Aspects of Love de Gale Edwards : George Dillingham
- 2006 : Une grande année (A Good Year) de Ridley Scott : Oncle Henry
- 2006 : Amazing Grace de Michael Apted : John Newton
- 2007 : La Vengeance dans la peau (The Bourne Ultimatum) de Paul Greengrass : Dr Albert Hirsch
- 2007 : 7 h 58 ce samedi-là (Before the devil knows you're dead) de Sidney Lumet : Charles
- 2012 : Jason Bourne : L'Héritage (The Bourne Legacy) de Tony Gilroy : Dr Albert Hirsch
- 2012 : Skyfall de Sam Mendes : Kincade, le vieux garde-chasse du domaine

### Télévision

#### Téléfilm
- 1956 : She Stoops to Conquer de Dennis Monger : Mr Hardcastle
- 1957 : The Claverdon Road Job de Peter Dews : PC George Grayson
- 1959 : A Midsummer Night's Dream de Peter Hall : Lysander
- 1975 : Forget-Me-Not-Lane d'Alan Bridges : Frank
- 1982 : Lights, Camera, Annie! (documentaire) : lui-même / Oliver 'Daddy' Warbucks
- 1984 : Pope John Paul II d'Herbert Wise : Karol Wojtyla, le pape Jean-Paul II
- 1984 : The Biko Inquest de Graham Evans et lui-même : Sidney Kentridge
- 1987 : A Simple Man de Moira Shearer : introduction
- 1990 : The Endless Game de Bryan Forbes : Alec Hillsden
- 1990 : Cas de conscience (The Image) de Peter Werner : Jason Cromwell
- 1990 : The Wall Live in Berlin de Ken O'Neil et Roger Waters (album live) : le juge
- 1998 : Un couple peu ordinaire (A Rather English Marriage) de Paul Seed : Reggie Conyngham-Jervis
- 2002 : The Gathering Storm de Richard Loncraine : Winston Churchill
- 2003 : My Uncle Silas II de Tom Clegg : oncle Silas
- 2008 : Munich the Documentary de Phil Matthews (documentaire) : le narrateur

#### Série télévisée
- 1958 : BBC Sunday-Night Theatre : Arnold (épisode 9.26: View Friendship and Marriage)
- 1959 : Emergency-Ward 10 de Paul Bernard et John Cooper : Tom Fletcher (4 épisodes)
- 1990 : The Green Man d'Elijah Moshinsky : Maurice (3 épisodes)
- 1996 : Karaoke de Renny Rye (mini-série) : Daniel Feeld (3 épisodes)
- 1996 : Cold Lazarus de Renny Rye (mini-série) : Daniel Feeld (4 épisodes)
- 1997 : Nostromo d'Alastair Reid (mini-série) : Dr Monygham
- 2001-2003 : My Uncle Silas : oncle Silas (9 épisodes)

## Distinctions

### Récompenses
- British Academy Film Awards :
  - 1961 : Meilleur nouveau venu dans un rôle principal pour le rôle d'Arthur Seaton dans Samedi soir, dimanche matin
  - 2001 : Academy Fellowship
- British Academy Television Awards :
  - 2003 : Meilleur acteur pour le rôle de Winston Churchill dans The Gathering Storm
- Golden Globes :
  - 1964 : Révélation masculine de l'année pour le rôle de Tom Jones dans Tom Jones
  - 1971 : Meilleur acteur dans un film musical ou une comédie pour le rôle d'Ebenezer Scrooge dans Scrooge
  - 2003 : Meilleur acteur dans une mini-série ou un téléfilm pour le rôle de Winston Churchill dans The Gathering Storm
- Primetime Emmy Awards :
  - 2002 : Meilleur acteur dans une mini-série ou un téléfilm pour le rôle de Winston Churchill dans The Gathering Storm

### Nominations
- Oscars du cinéma :
  - 1964 : Meilleur acteur pour le rôle de Tom Jones dans Tom Jones
  - 1975 : Meilleur acteur pour le rôle d'Hercule Poirot dans Le Crime de l'Orient-Express
  - 1984 : Meilleur acteur pour le rôle de Sir dans L'Habilleur
  - 1985 : Meilleur acteur pour le rôle de Geoffrey Firmin dans Au-dessous du volcan
  - 2001 : Meilleur acteur dans un second rôle pour le rôle d'Ed Masry dans Erin Brockovich, seule contre tous
- Golden Globes :
  - 1964 : Meilleur acteur dans un film musical ou une comédie pour le rôle de Tom Jones dans Tom Jones
  - 1983 : Meilleur acteur dans un film dramatique pour le rôle de George Dunlap dans L'Usure du temps
  - 1984 : Meilleur acteur dans un film dramatique pour le rôle de Sir dans L'Habilleur
  - 1985 : Meilleur acteur dans un film dramatique pour le rôle de Geoffrey Firmin dans Au-dessous du volcan
  - 2001 : Meilleur acteur dans un second rôle pour le rôle d'Ed Masry dans Erin Brockovich, seule contre tous
  - 2004 : Meilleur acteur dans un second rôle pour le rôle d'Ed Bloom âgé dans Big Fish
- Primetime Emmy Awards :
  - 1990 : Meilleur acteur dans une mini-série ou un téléfilm pour le rôle de Jason Cromwell dans Cas de conscience
- British Academy Film Awards :
  - 1961 : Meilleur acteur britannique pour le rôle d'Arthur Seaton dans Samedi soir, dimanche matin
  - 1964 : Meilleur acteur britannique pour le rôle de Tom Jones dans Tom Jones
  - 1972 : Meilleur acteur pour le rôle d'Eddie Ginley dans Gumshoe
  - 1975 : Meilleur acteur pour le rôle d'Hercule Poirot dans Le Crime de l'Orient-Express
  - 1983 : Meilleur acteur pour le rôle de George Dunlap dans L'Usure du temps
  - 1985 : Meilleur acteur pour le rôle de Sir dans L'Habilleur
  - 2001 : Meilleur acteur dans un second rôle pour le rôle d'Ed Masry dans Erin Brockovich, seule contre tous
  - 2004 : Meilleur acteur dans un second rôle pour le rôle d'Ed Bloom âgé dans Big Fish
- British Academy Television Awards :
  - 1991 : Meilleur acteur pour le rôle de Maurice dans The Green Man
  - 1997 : Meilleur acteur pour le rôle de Daniel Feeld dans Karaoke et Cold Lazarus
  - 1999 : Meilleur acteur pour le rôle de Reggie Conyngham-Jervis dans Un couple peu ordinaire

## Voix francophones
En version française, Albert Finney est doublé entre 1963 et 1997 par Michel Le Royer dans Tom Jones, Serge Sauvion dans Voyage à deux, Philippe Dumat dans Le Crime de l'Orient-Express, Pierre Garin dans Les Duellistes, Bernard Murat dans Looker, Jean-Claude Michel dans Loophole et Wolfen,Sady Rebbot dans Annie, Jacques Deschamps dans L'Habilleur, Claude Joseph dans Miller's Crossing, André Falcon dans Les Leçons de la vie et Claude Giraud dans Washington Square.
Jean-Claude Sachot le double en 1999 dans Simpatico puis en 2000 dans Traffic. Georges Claisse le double entre 2000 et 2007 dans Erin Brockovich, seule contre tous, Une grande année et 7 h 58 ce samedi-là. Claude Brosset le double en 2003 dans Big Fish et en 2004 dans Ocean's Twelve.
Richard Leblond le double entre 2007 et 2016 dans la franchise Jason Bourne. Patrick Raynal le double en 2012 dans Skyfall.